# 대한민국 민법 제782조
대한민국 민법 제782조는 2005년 3월 31일에 삭제되었다.

## 구 조문
제782조